# ニック・ワレンダ
ニコラス・"ニック"・ワレンダ（英語：Nikolas "Nik" Wallenda、1979年1月24日-）は、アメリカ合衆国フロリダ州サラソータ出身の軽業師、空中曲芸師、スタント・パーソン及びハイ・ワイヤ・アーティストである。

## 人物
自称「ワイヤーの王（The King of the Wire）」で、安全ネットなしでのパフォーマンスで知られる。様々なアクロバティックにより6つのギネス世界記録を保持しており、人類初として2012年6月15日、ナイアガラの滝の上に直接張られたロープの上で綱渡りをした。この功績は、世界で報道されている。この綱渡りには、カナダ、アメリカ両国で、2年にわたる法廷で議論が行われ、承認された。彼は、生まれて初めて、安全ベルトの着用を求められた。
ザ・フライング・ワレンダス・ファミリーの7世代目であるニック・ワレンダは、子供の頃から様々なサーカスに参加している。13歳で、彼はプロ用の綱を使いデビューを果たした。ジョイニング・ファミリーの綱の上での7人ピラミッドに加わった後、1998年に職業として綱渡り師を選択した。2001年には、ワレンダは世界初の綱の上での8人ピラミッドに加わった。2002年から2005年にかけて、様々な場所で家族とパフォーマンスし、2005年には自分自身の一座を設立している。2007年、2008年には、鉄の車輪の2倍バージョンの発明を助けたベッロ・ノックとパフォーマンスした。2009年、彼の最高・最長の綱渡り記録を出し、年内に100フィート（30m）以上の綱渡りを15回実施した。
2008年、彼はハイ・ワイヤの上で、最高・最長の自転車乗りをした。乗ったのは250フィート（76m）、ニュージャージー州の地上から135フィート（41m）の地点で行った。2010年には260フィート（79m）に挑戦し、記録は2倍となった。同じ日に彼は、単独で2,000フィート（610m）を渡り、個人の最高記録を更新した。2011年には、トロピカーナ・カジノ・アンド・リゾートの23階の頂上にて、死の車輪を行い、世界記録を達成した。この年の終わりには、彼と彼の母親は、プエルトリコにあるコンダド・プラザ・ホテルの2つのタワーの間を渡った。ここは、彼の曾祖父であるカール・ワレンダが死亡した地である。2011年6月10日、歯のみを使い、ヘリコプターから250フィート（76m）ぶら下がった。
2012年、彼の功績についてのリアリティ番組が、サイエンス・チャンネルで放映された。彼は、自伝に取り組んでおり、グランドキャニオンを綱渡りする計画を持っていたが、2013年6月23日、地上約460メートルに張られた約400メートルの綱の上を、20分ほどの時間を掛けてわたる事に成功した。一部始終はディスカバリー・チャンネルで全世界に生中継された。
彼は結婚して3人の子供を持っており、キリスト教を信仰している。

## 背景
ワレンダは、空中曲芸師のザ・フライング・ワレンダス家の7代目である。彼の先祖は1700年代以来サーカスの芸人であり、1920年代にカール・ワレンダの功績で家族が有名になってからは、ネットなしで綱渡りをしている。ニック・ワレンダはカール・ワレンダの直接の子孫にあたり、彼はカールをお手本とし、「生命で最も偉大なヒーロー」と呼んでいる。また、カールを「人並みのことをしなかった。常に私を励ましてくれた」と説明している。ニックは、ワレンダ家の名誉に貢献し、「巨人の肩の上に立つように、7世代の間成果をつくってきた。私もそれを継続することができた」としている。
家族のうちの数人は、練習中や本番で、命を落としている。1962年には、一座で有名だった7人ピラミッドで家族の2人が死亡し、ワレンダのおじ、マリオが麻痺した。1978年には、73歳だったカール・ワレンダがプエルトリコで綱渡り中に転落し、死亡した。

## 初期
ニック・ワレンダは1979年1月24日、フロリダ州サラソータでデライラ・ワレンダとテリー・トロファーの間に生まれた。2歳のとき、両親は彼に、スウィング・セットを買い与えた。トロファーがこれを集め終える前、ワレンダは横木に這い上がって、宙返りをしていた。「私は彼に宙返りを教えていないのに宙返りは完全だった」とトロファーが回想している。その頃、彼は家族と共にサーカスに参加し始めた。道化役者として衣装をまとったワレンダは、1981年にシーワールド・サンディエゴで初出演した。彼は2歳で、母の手を握りながら前後に歩き、ワイヤーの練習を始めた。4歳には、主に父親から学んで、1人でワイヤーの上を歩けるようになった。子供のうちに、彼は伯母のリジャーナと共に、地面から2フィート（0.6m）のワイヤで練習をしている。彼の両親は練習中に、気晴らしに対処し訓練するため、彼に物を投げつけたり、BB弾で撃つなどしていた。6歳のとき、ナイアガラの滝を初めて訪れ、将来綱渡りで渡ることを決心する。しかし、ワレンダは、サーカスの芸人になることに対し、家族のプレッシャーはなかったと語っている。
ワレンダが成長すると共に、犬の道化役者からジャグリングをするようになった。1991年、彼が12歳のとき、将来綱渡り曲芸師になることに興味を持たないとリポーターに伝えている。彼は、「綱渡りの価値は正当ではない」「私たちは綱渡りに命をかけている。死ぬかもしれない」と説明した。その代わり、彼はパイロットになることを夢見ていると語った。このすぐ後、13歳でプロの綱渡り師としてデビューした。彼が高校を卒業するとき、両親は、大学へ行って選択肢を探すように励ました。家業を継ぐことを決意する前、彼は医者になることも考慮していた。1998年には19歳で、父、母、家族と共にミシガン州デトロイトで7人ピラミッドに参加した。後に、彼はこの道を志すことを決めた。「私は何のために生まれてきたのか、このとき知った」と後に彼は語っている。「私たちのことは世界中のテレビ番組で放映されている。私がこれを継ぐのかどうか注目がある場合は、引き継がねばならない」とも語った。

## 活動
ニック・ワレンダは、いくつかの国の遊園地などで、多くの曲芸を行っている。これには、ときどき彼の家族や妻のエレンディダも共にしている。また、ワレンダの子ども達もときどき出演する。彼の子供であるエヴィータは、生後6ヶ月にして父親の手の内で平衡を保ち、功績をあげている。ワレンダの曲芸には、水上、潜水しながらのものもあり、死の車輪、インクライン・モトクロス、空中の絹、空中の輪、死の球、そしてもちろん綱渡りがある。「私たちはたくさんのサーカスで、大胆な技をしている」とワレンダは主張する。また、「私は技を組み合わせるのが好き」とも言い、「私たちの家族から注目が薄れないよう、毎年新しい技を加えている」と話す。ワレンダの父親、テリー・トロファーは、36年で商売から退き、安全管理者となっている。トロファーの兄弟であるマイクは、技師長をつとめている。ワレンダは、フットボールをしているときに足のつま先を怪我したのが最大の怪我としており、重大な事故に遭ったことがない。

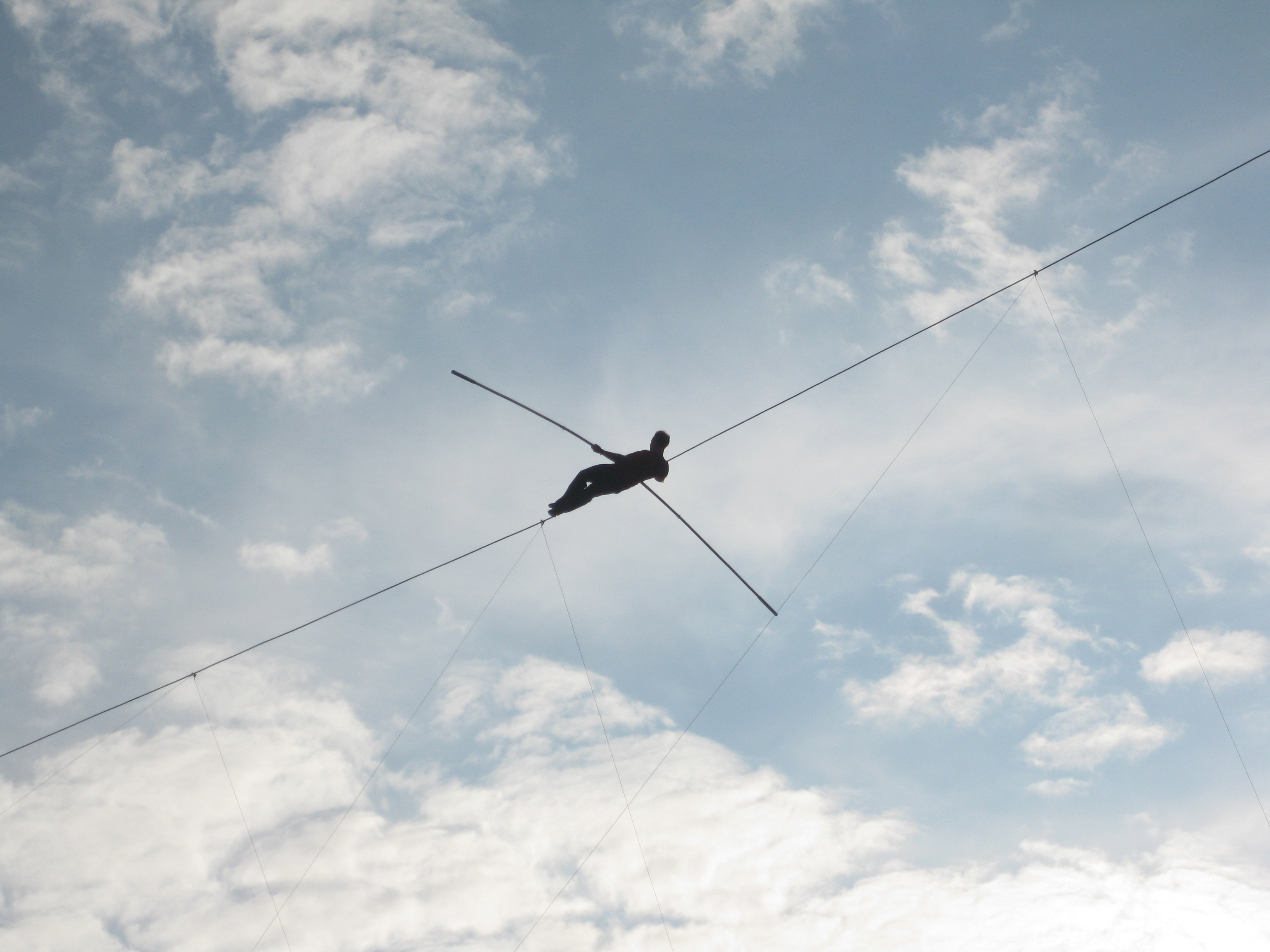
カナダズ・ワンダーランド遊園地にて、綱渡り中にロープの上で横になるワレンダ

ワレンダは、安全ネットやハーネスなしでパフォーマンスする。「私の曾祖父は、安全ネットによる錯覚をなくすことを教えてくれた」と彼は説明している。また、彼は安全ネットが保証にはならないと述べている - カール・ワレンダは、安全ネットをしていたにもかかわらず、綱渡り中に死亡している。しかし彼は、事故死するのではなく、自然死したいと望んでいる。
ワレンダは、綱渡りは向こう見ずでも、ただの離れ業でもなく、むしろ運動能力が必要であると言う。「私は技を樽に見立て、これが岩に打たれないように望む」と彼はナイアガラの滝を横断中に語っている。「私はパフォーマンスをとても計画している。そのために長い間訓練し、さらに芸術的になるように考慮している。私はこれを技と呼ぶ人々にも立腹はしないが、自分にとってこれは芸術である」とも語る。彼は全てのイベントのために週6日、1日6時間トレーニングし、「十分に準備しているつもり」である。また、毎週10時間ウエイトトレーニングを実施し、5時間は有酸素運動をしている。それでも彼は、綱渡りが一番知的な技だと言う。
ワレンダはときどき、綱の上で座ったり、横になったりと、型にはまった綱渡りに、止まってときどき動作を加えている。彼は詳細の全ても自分自身で計画しており、「とりつかれている」とも言われる。危険を冒してまで綱渡りをなぜするのかとの問いに、彼は「綱渡りを愛しているから。もし明日を勝ち取ることができれば、明日もまた綱渡りができる」と答えている。さらに、「私は綱渡りが命だ」と付け加えている。ワレンダとその家族は、巡業地で1年のうち48週を過ごしている。
2012年時点で、ワレンダはディスカバリーチャンネルと契約をしている。また彼は、2,000万US$の保険をかけている。

### 初期の活動
2001年、世界一の記録を出すため、倉敷チボリ公園に他の家族7人と来日し、綱渡り8人ピラミッドをした。5ヶ月間1週間に6日、4時間の練習をしており、6分で高さ30フィート（9.1m）の綱を渡って、ギネス世界記録となった。ニック・ワレンダは主要な祖先としてカール・ワレンダを讃え、「私と家族には、職業のための画期的な経験だった」と語った。
2002年から2005年まで、ノースカロライナ州グリーンズボロにあるウェット・アンド・ワイルド・エメラルド・ポイントで、ワレンダは妻、子供と他の家族と共にパフォーマンスを行った。さらに彼らは、サーカスの一員としてアメリカ中を旅した。初期の活動の1つに、張り綱30フィート（9.1m）をオートバイクで横切る技を行っている。2005年には、ワレンダと彼の妻、エレンディラがサン・ディマスのレイジング・ウォーターズでパフォーマンスしたが、彼の母親と姉妹はウエッテン・アンド・ワイルドにとどまった。この期間では、全体にわたって7人ピラミッドに参加し続けている。
2006年には、マクドナルドがデトロイトでのショーのスポンサーとなった。マクドナルドの新しいコーヒーの宣伝のため、ニック・ワレンダと彼の姉であるリジャーナは、綱渡りの途中で出会い、座ってコーヒーを飲んでから反対側まで渡った。いくつかのトーストを交換した後、ニックは立って、姉をまたいだ。姉弟がプラットフォームへ戻った後、クレーンのクランクが不調となり、リジャーナがワイヤーから出る妨げとなった。ニックが地面へ下りると、クレーンはワイヤーの緊張を弱めるために動き、彼は姉を救うためにフックに乗った。

### 鉄の車輪
2007年、2008年には、リングリング・ブラザーズ・プロダクションのブレーションで、主要なパフォーマーとして出演し、ベッロ・ノックスと新しく考案されたダブルの鉄の車輪でパフォーマンスした。はじめ、一対のサークルの上に立ったワレンダとノックスは、39フィートの高さで平衡を保っていた。聴衆にとっては、サークルは花火の爆発で始められたときまで繋がっているように見えた。その後、車輪は安全ネットやハーネスがない反対方向へパフォーマーを送り出した。装置の上でとどまるため、2人は時速20マイル以下で同じスピードで走らなければならなかった。パフォーマーは、他方に走ったため、振動が起き、1つの車輪が他のものと変えられた。1人が頂部で無重力となっている間、底では数倍の重力がかかっている。

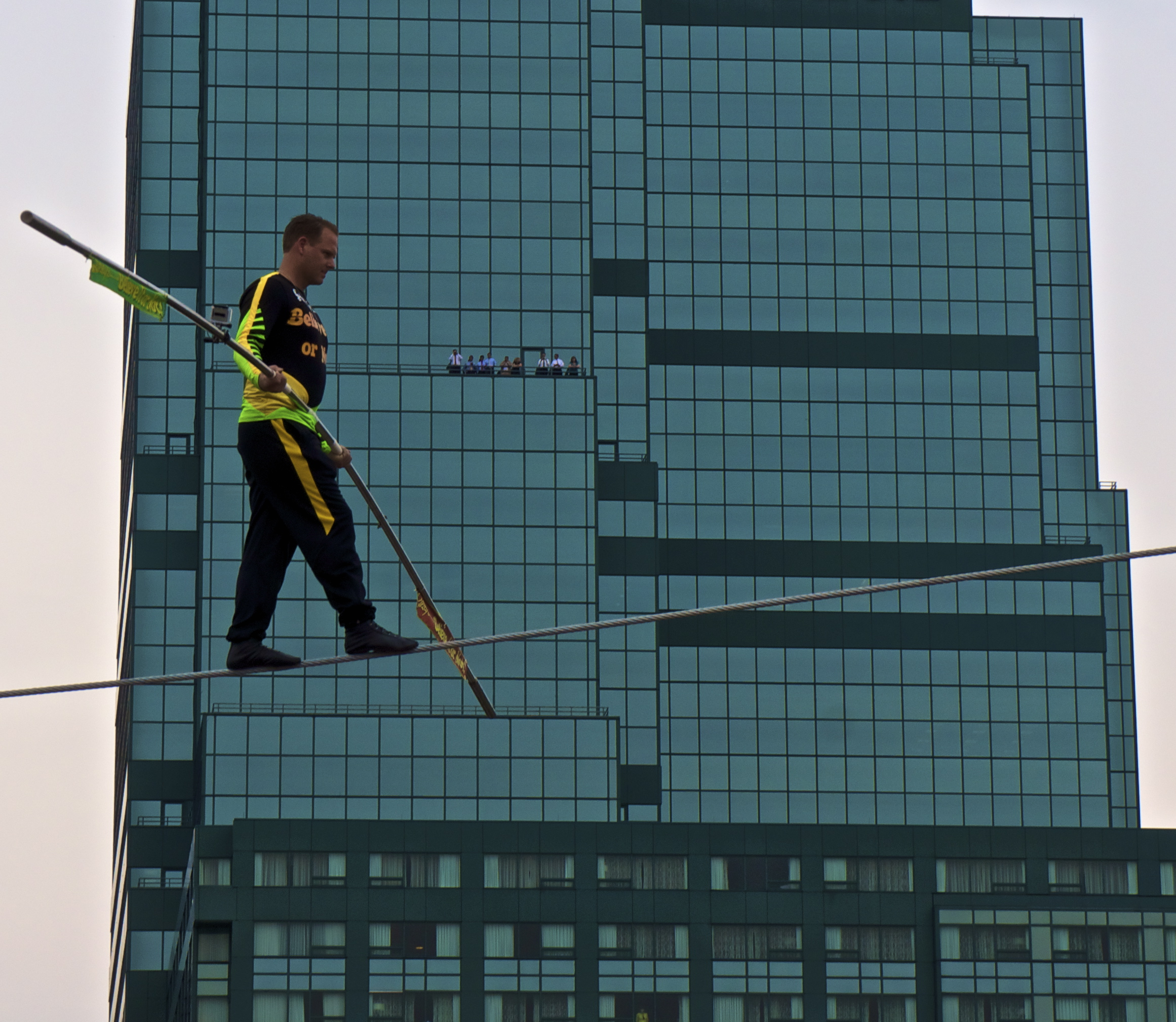
ボルチモアのインナー・ハーバーで綱の上を歩くワレンダ

綱渡りは、筋のまわりでセットされる。サーカスの前半、彼の妻であるエレンディラは、ノックスに興味を示している。休憩の後、ワレンダとネックスは、彼女の心をつかむため競争した。価値を上げるため、縄跳びを混ぜ、空中回転などをパフォーマンスした。車輪のパフォーマンスは、7分間続いた。
さらに、このショーでは、ワレンダとその妻によるスウェイ・ポールも行われた。73フィート（22m）のポールが、20フィート（6.1m）も四方八方に揺れ、カップルは揺れの中、ポールを上り下りしたり、ポールからポールへ飛び移ったりする技を見せた。ワレンダ家の16人の人々は、ベッロブレーションの一員である。
ダブルの鉄の車輪は、ワレンダとノックスによって発案された。2人は、共にサラソタで育ち、2005年の夕食で同席して、ダブルの鉄の車輪を考案する前に、1年協力することを提案していた。その後、彼らはノックス家の裏庭にある作業場で、9ヶ月間装置を制作し、4ヶ月間はテストとパフォーマンスの組み立てをしていた。最大の難問は、これがまだ紡績の状態だったとき、車輪を分割する方法を見つけることだった。「計画には長い間かかった」とワレンダは思い起こしている。結局、この問題は、ピストンのような空気圧シリンダーのシステムによって解決された。アメリカ航空宇宙局（NASA）のエンジニアであるワレンダのおじ、ティモシー・スティーブンソンは、回転軸が壊れないようにカスタム・ブランドした焼入鋼をつくることを提案した。このように、装置を制作するには10万ドル以上かかった。

### 自転車の記録
2008年10月15日、ワレンダはトゥデイの生放送でパフォーマンスした。計画は綱の上を歩いた後、ニュージャージー州、ダウンタウン・ニューアークにあるプルデンシャル・センターの上で自転車に乗り13と1/2階（135フィート）にある張り綱を渡ることだった。午前8時30分から、45フィート（14m）のバランス棒を持ち、250フィート（76m）のケーブルを横切った。途中で彼は座って、トゥデイの司会を呼んだ。「あなたはどこ？」と彼は司会に尋ねた。ワイヤーに座ることは簡単だ、と彼は言い、上へ上っていき、巧妙な演技だった。歩くのを終える数歩前、ワレンダは止まって群衆に手を振った。彼は、その後再開してよろめき、バランスを立て直すために膝を曲げなければならなかった。「私は実際に滑った」と彼は後に言っている。予期しない事態のため、彼は「しばらく焦点を失った」。彼は約5分で歩くのを終えた。
次にワレンダは、タイヤの付いた普通の自転車のハンドルを移し、綱渡りをした。終わり近くで彼は休憩し、ワイヤの握力を失ったため、自転車が後方に滑った。彼はコントロールを回復し、プルデンシャル・センターへ飛び移って妻と3人の子供を抱きしめた。彼はインタビューで、「後輪が滑り始め、後半は少しイライラした」と説明した。綱渡りを終え、彼は世界最高・最長の自転車による綱渡りの世界記録をつくった。ギネス・ワールド・レコード社からは、世界記録の達成を証明するため、その場に居合わせていた。

### ウォーク・アクロス・アメリカ・ツアー
2009年には、ワレンダが「ウォーク・アクロス・アメリカ・ツアー」と呼ばれたツアーの中で、10のシーダー・フェア遊園地で綱渡りをした。ツアーは、カンザス・シティのワールド・オブ・ファンで350フィート（110m）の綱渡りから始まり、ノースカロライナ州とサウスカロライナ州の境界にあるカロウィンズの綱渡りで終わった。ツアーの途中には、8月15日にキングス・アイランドの正門からパーク内のエッフェル塔まで渡った。地上262フィート（80m）にある綱を、800フィート（240m）歩き、彼のこれまでの経歴上、最高の綱渡りとなった。彼が25分かけて綱渡りするのを、数千人が見守った。

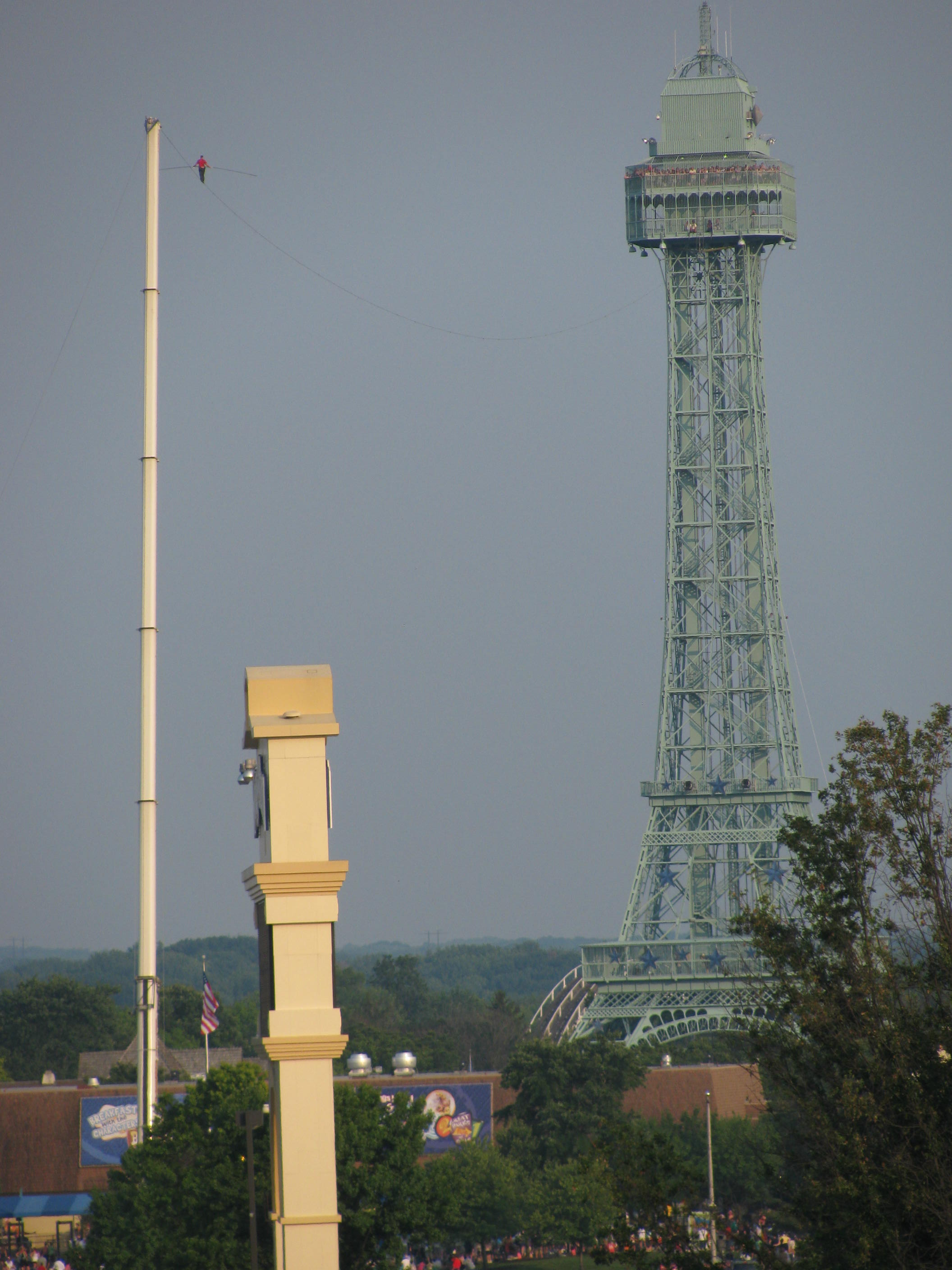
2009年8月15日、キングス・アイランドで綱渡りするワレンダ

7月3日には、ワレンダがスリー・リバーズ・ レガッタの目玉として、ピッツバーグのアレゲニー川から200フィート（61m）歩いた。群衆に対して膝をついて手を振るパフォーマンスをするため、綱渡り中数回止まった。また、ある地点では、強風と雨の中、バランスを保つために数分間立ち止まらなくてはならなかった。ワレンダのチームは、油を差していないワイヤーを指示したが、到着したときは油でカバーされていた。埋め合わせのため、ワレンダは綱渡り用ではなく、自分の靴を履いていた。25分間の1,084フィート（330m）の綱渡りは、彼の経歴上最長だった。
合計すると、ワレンダは2009年中に、100フィート以上での綱渡りを15回実施した。
2010年には、ワレンダが故郷のサラソタで初めて綱渡りをした。2月4日に彼は、ワン・ウォーターゲート・コンドミニアムの屋根からリッツカールトン・ホテルの屋根まで600フォート（180m）を渡った。これは12分間続き、全米でテレビ放送された。2月12-28日から、サラソタ・サーカスでザ・フライング・ワレンダスの7人ピラミッドのアンカーをつとめた。

### バハマ
2010年8月30日、ワレンダはバハマのアトランティック・パラダイス・アイランド・リゾートでパフォーマンスをした。最初は、海の260フィート（79m）上に張られた綱の上を自転車で渡った。長さにして100フィート（30m）の綱渡りは、高さが2008年の約2倍となり、自身のギネス世界記録を破った。自転車での綱渡りに続き、ワレンダはカマス、ピラニア及びサメが多く生息するリゾートのマリン・ハビタットの上を2,000フィート（610m）渡った。これは彼の職業上で最長の記録である。
午前中のバイクによる綱渡りと午後遅くの綱渡りの間に、ワレンダの父親と安全管理者であるテリーは、熱とストレスにより病院に運ばれた。彼の父親がいない間の綱渡りについて「私がかつてした中でも、最も厳しい決断の1つだった。しかし、私の家族の歴史や家風では、ショーは続けなければならない」と言っている。父親の援助なしで彼が綱渡りをしたのは、初めてだった。さらに彼は、功績を得るため、この地域の雨と強風、雷とも戦わなくてはならなかった。

### 死の車輪の記録
2011年4月28日に、ワレンダはニュージャージー州アトランティック・シティにあるトロピカーナ・カジノ・アンド・リゾートをパフォーマンスのため、訪れている。最初に彼は、カジノのショッピングセンター内で綱渡りをした。プールの45フィート（14m）空中で22フィート（6.7m）バランスをとって渡り、その後後ろから飛び降りた。彼は長さ100フィート（30m）の綱渡りを終える前、前後に歩いた。後にワレンダは、カジノの高くなった天井に注意して、「私はそこへ歩かなければならない」と独り言を言ったと話した。
この日の遅く、死の車輪をするため、屋根と23階の外側でパフォーマンスしている。パフォーマンスでは、彼は車輪の内側を歩いて10回転し、次に上に上って周りのロープを跳んでいる。また、一部は目隠しをして行った。これは、車輪のパフォーマンスで世界最高となった。また、初めて屋外で行われた車輪でもあった。

### プエルトリコ
2011年6月4日、ワレンダはプエルトリコサンファンにあるコンダド・プラザ・ホテルの10階建ての2棟のタワーの間100フィート（30m）を渡った。高さ121フィート（37m）での曲芸で、1978年にカール・ワレンダは死亡している。パフォーマンスには、ワレンダの母親デライラ（カールの孫娘）が加わった。母と子は、それぞれワイヤーの反対側からスタートした。デライラがカールの落下したおおよその地点である中間まで着いたとき、ニックがワイヤーの反対へ歩くために、座った彼女をまたいだ。パフォーマンス中、ニックはワイヤーの上に跪き、曾祖父の思い出に対して敬意を表すキスをした。
渡り終えた後、彼は「全く怖くなかった」と言ったが、カールが死んだ環境について、何年も彼が悩んでいたことを認めた。「これは綱渡りの気晴らしのための私の夢だった」と彼は説明している。「彼の正確な足跡を辿って歩くことができるのは非常に名誉あることだ」。さらに彼は、この綱渡りを今までの経験の中で最も大きく、最も感情的な瞬間だと述べた。「私はこの経験を言葉で表現することができない。これはとても感動的だった」と1週間後に話した。

### ヘリコプターからぶら下がる
2011年6月10日、ワレンダはミズーリ州ブランソンにあるシルバー・ダラー・シティの上空250フィート（76m）でヘリコプターからぶら下がった。最初に彼は、2本の腕でぶら下がり、次に片手、そして足、最後には歯でぶら下がった。これは、彼の6個目の世界記録となった。彼は現在でも最も難しい功績と呼んでおり、トレーニングも「非常に大変だった。首を何ヶ月も痛めていた」と述べた。
それから2、3ヶ月、ワレンダは家族とシルバー・ダラー・シティで毎日ショーのパフォーマンスをした。ショーのハイライトは、綱の上で行われる3人の「椅子のピラミッド」だった。ワレンダとヨナ・フィンケルシュタインはワイヤーを自転車で横切った。一方、デライラ・ワレンダは、彼らが運んだバランス棒の上に椅子で座った。綱渡り中、ワレンダは故意にコントロールを失い、ドラマを盛り上げるため、バランス棒を不安定にさせた。そして彼は、コントロールを回復する前に「見て、ママ！」と叫んだ。バランスを崩すのは綱渡りで最も大変だった、と彼は言っている。

### ナイアガラを渡る
2012年2月15日、ニック・ワレンダは、子供の頃から夢見ていた、ナイアガラの滝で綱渡りをすることの許可を、オンタリオ州のナイアガラ公園委員会（NPC）から受け取った。計画では、アメリカ側のゴート島あるいはより小さなルナ島からナイアガラ川と200フィート（61m）の深い峡谷を横断し、カナダ側のテーブル・ロック近くまで渡ることを要求していた。アメリカ滝及びブライダルベール滝は、彼の後ろや右側にある。一方、カナダ滝は彼のすぐ左や後ろ側にあった。

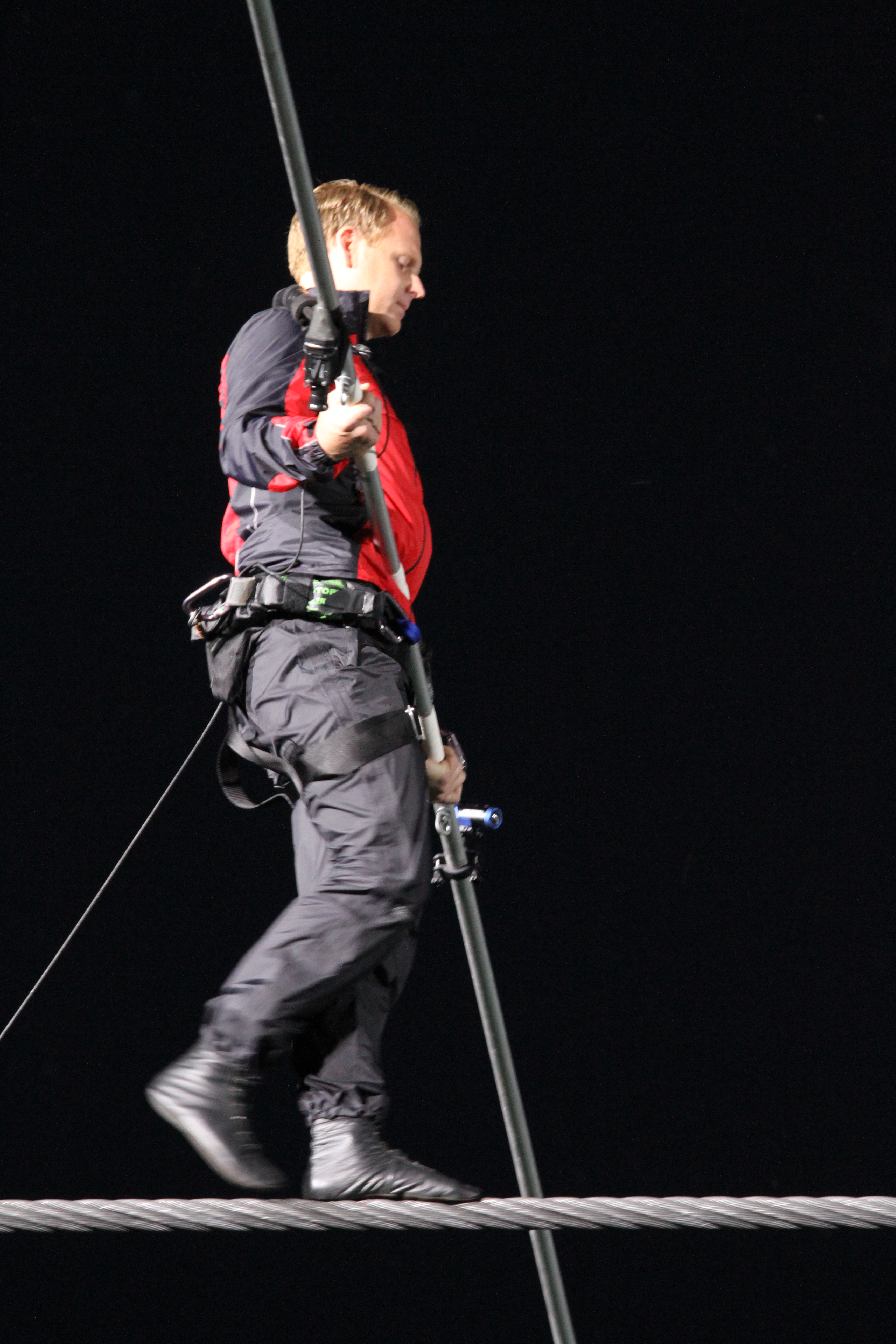
ナイアガラの滝の上を歩く準備をしながら、一歩を踏み出すワレンダ

許可は、2年間アメリカとカナダの両政府に働きかけ、得ることができた。2010年10月、ワレンダはアミューズメント見本市でナイアガラ・フォールズ再開発の取締役副社長であるロジャー・トレヴィノと会っている。トレヴィノは後に「私はワレンダのところへ行き『あなたは、滝を渡って歩くことをかつて考えたことがありますか？』と言った。彼は『子供の頃から考えている』と答え、その後話が深入りした」と思い起こしている。「ワレンダはその後、『私は人々の判断が私の生活へ何かもたらしてくれると信じている。私はこれを真面目に受け止める。あなたは誰に話しかけているのか知っているか？』」と言った」。トレヴィノは次に、ニューヨーク州の上院議員であるジョージ・マジアーツと連絡をとった。マジアーツがワレンダに会った後、マジアーツは、州の曲芸の制限に関する法則に対して、免除を与えるために仕事へ向かった。デニス・H・ガブリスザックは、法案の共同出資者となった。これは、州の上院や議会を、ほとんど全員一致で認められた。2011年9月23日に、知事のアンドリュー・クオモによって法案に署名され、法律として認められた。
カナダ側では、スムーズに許可が下りなかった。2011年6月に発表されたNPC取締役による声明は、NPCがワレンダの計画に反対だということを明らかにしている。10月にワレンダと会合した後、12人の委員会は、曲芸を制限する法則を維持することを12月7日に票決した。ジャニス・トムソン議長率いるNPC職員は、ワレンダの計画が、向こう見ずで、死亡するかもしれないと心配し、これがきっかけでナイアガラの自然の価値を下げる可能性も考えた。「これは扇情主義で、滝で起こりうる可能性について考えていない」とトムソンは言った。これを受け、ワレンダは、エニグマ・リサーチによって行われた経済的影響の調査に資金提供した。調査の結果、次の5年間にわたる1億2200万ドルの遺産効果と、市の2050万ドルの直接的収入の可能性を示唆した。さらに調査は、世界のテレビで、4億6000万人もの視聴者を得られることも予言した。また、ワレンダは起こりうる可能性のある偶発事故のために資金提供し、環境に影響を出さないと約束している。経済的利益を考え、オンタリオ観光大臣のマイケル・チャンは、再度検討するようNPCに説得した。2012年2月15日、装置代と手数料の105,000C$を前払いするという条件付きで、委員会でワレンダの計画が全員一致で票決された。ワレンダは、議会の承認を彼の経験上最も大きな挑戦と評し、歩行については「より注目に値する」と語った。彼は、最終的に成功すると介在を帰着した。「神の手は、私の生活の全ステップに関係している」と彼は説明した。「私は、ドアが他のものではなく、私のために開かれたと信じている」。1971年以来、6人の綱渡り曲芸師が、滝の上を綱渡りする承認を得ようとして、失敗していた。
イベントに備え、両国側の市当局は、イベントの長期的な経済的影響について議論するための会合があり、多くの観光客が見込まれると期待された。イベントは、両国側で数百万ドルの利益を生むと予想された。ナイアガラ公園委員会は、別の曲芸師が承認されるには、少なくともあと20年かかるだろう、と述べた。
ワレンダも、彼がナイアガラの滝地域を仕事で顕著に効果があることを望んでいた。「私は、この地域で多くの時間を過ごすことを計画している」と彼は、歴史的な綱渡りの数ヶ月前、地元のリポーターに伝えている。「私はイベントをするために現れ、終わると去るという1回限りのことをしない。私はここを第二の家とし、家族と共にその季節中、ショーをしたい」。
ディスカバリー・チャンネルは、ワレンダと契約をしており、放映権を巡って、主なテレビネットワークのいくつかと交渉をした。2012年5月11日、アメリカン・ブロードキャスティング・カンパニー(ABC)とリンカーン・スクエア・プロダクションは、イベントの世界的な放映権を獲得したと発表した。ジョシュ・エリオットとハンナ・ストームは、報道主催に選ばれた。カナダでは、CTVがABCネットワークの代用を行った。
トレーニングのため、ワレンダは、ナイアガラへ向かう前の最後の綱渡りとして、ボルチモアのインナー・ハーバー上空82フィート（25m）を渡った。ワレンダによると、はしけ舟に綱を取り付けて渡ったのは、世界初である。彼は、綱の配置を標準より「少し不安定にした」と言った。長さ300フィート（91m）の綱渡りの最後に、彼は大きなスリップをしたが、素早くバランスを回復した。彼はこのスリップを、ナイアガラのための「ウェイクアップコール」と呼んでいる。「私の友だちがバスケットにいたので、私は彼に話しかけた。それは、気晴らしには十分だった」と彼は説明している。「ワイヤーが少し移動して、私は踏み間違えた。これは、私が長く練習したからである。あなたたちはワイヤの上にいた。あなたたちの心臓は喉まで飛び上がったが、2秒後には申し分なかった」。5月9日のイベントでは、湾の上に博物館を開いていたリプリーズ・ビリーブ・イット・オア・ノット!がスポンサーとなった。この博物館は6月にオープンし、主要展示では、来館者がワレンダの使用したワイヤーの上を歩くことができるようになった。

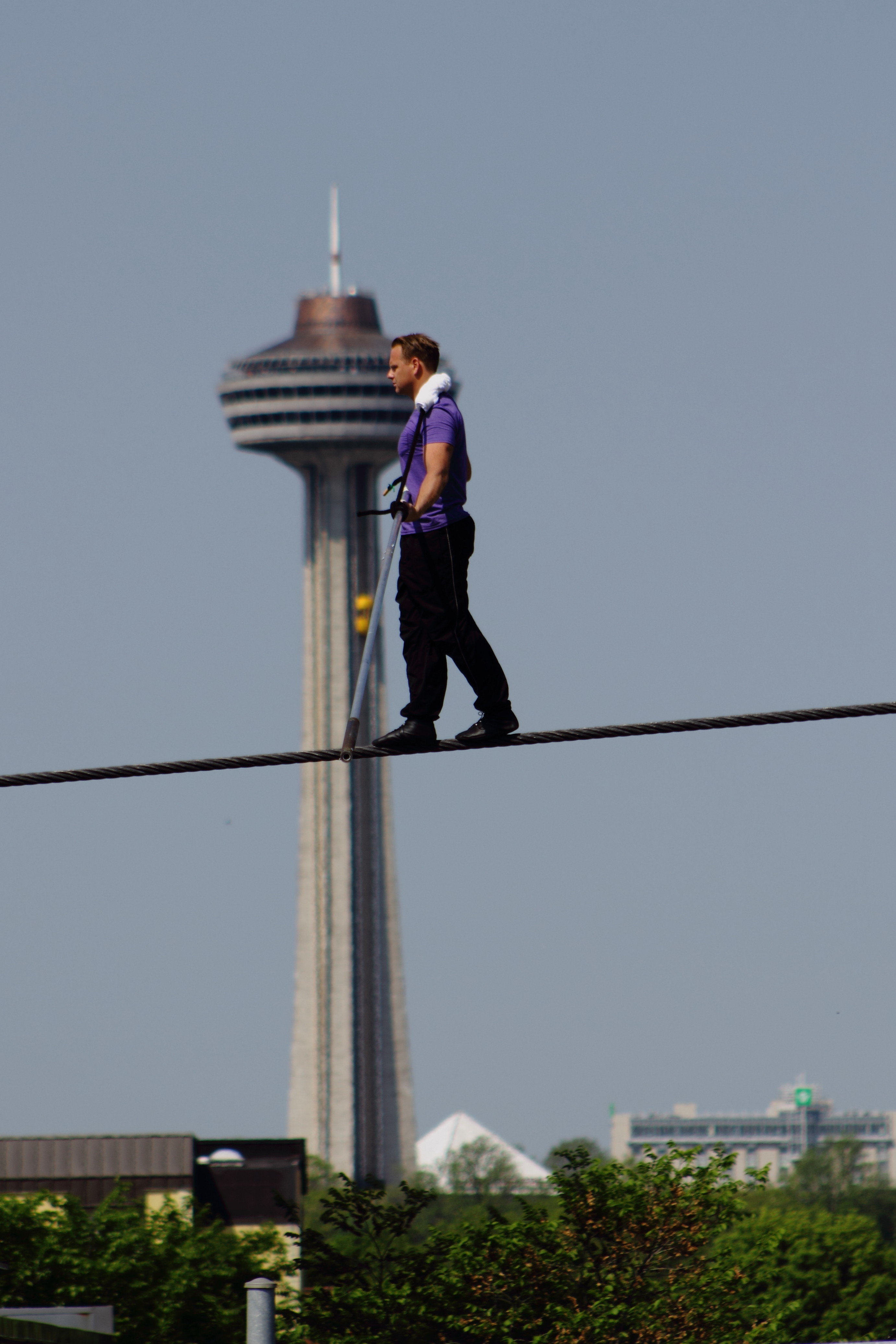
ナイアガラの綱渡りのためにセネカ・ナイアガラ・カジノで練習をするワレンダ

ナイアガラのイベントに備え、ワレンダは11日間連続して、セネカ・ナイアガラ・カジノで練習した。彼は、ナイアガラの滝の上で直面する条件でシミュレートするため、消防自動車で水をかけさせたり、高性能のファンを使ったりした。練習は、一般にも公開された。ワレンダの安全管理者である父親、テリー・トロファーは、トレーニングは精神が重要だと述べた。「これは心理ゲームだ。このことは彼自身確信している。これはただそれをやる位置が違うだけである」とトロファーは説明する。
綱渡りの予定日の11日前、ワレンダは新たな問題に直面した。ニューヨーク州と公園係官では綱渡りがまだ公式に可能となっておらず、支払に関する問題を取り消そうと脅していたことが明らかになった。ワレンダのマネージャーは、州が課していた225,000US$を備えたスケジュールであることを主張した。公園委員会は、ワレンダが必要な書類に署名していないことが、この事態を招いていると主張した。このため、ワレンダのマネージャーであるデイビッド・シモンは、彼の口座から75,000$支払った。許可は翌日に出された。しかし、イベントの2日前、ニューヨーク公園局には10,000$以上未払いだったため、許可が取り下げられる可能性があった。ワレンダによると「アメリカ側の対応は、最後、とても対応が不快だった。彼らは嘘をつき、私たちがまだ契約の条件を満たしていないと、批判していた」。しかし彼は、地方公務員の働きは偉大で、責任はオールバニーのお偉方にあるとも言った。マジアーツは、「いくらか緊張したときがあった」ことを認めたが、払っていない事実は間違っているはずがないと語った。結局、ABCが振り込み問題は解決した。このような問題は、カナダ側には起こらなかった。
2012年6月15日、綱渡り当日、何万人もの観客がアメリカ側に集まった。カナダ側の観客は、約120,000人と見積もられる。位置に関係して、ワイヤーは土台を使用することができず、注文したものを使わなくてはならなかった。結果、ワイヤーは普段よりも難しく架けられ、微風の中で激しく揺れた。彼が支線の安全装置なしでパフォーマンスしたのは、経歴上初めてだった。ワイヤーは、普段使用しているものよりも広い直径2インチ（5cm）、重さは8.5トン（7,700㎏）。この余分な幅は、ケーブルにかかる緊張に耐えられるよう、十分に強くする必要があった。滝を横切ることは、技術的な挑戦でもあった。6月12日、ヘリコプターが峡谷を横切り、黄色のロープを運んだ。ロープは張り綱に取り付けられ、巨大な巻き上げ機は、重量を支えるためにゆっくりと縄を張るために用意された。重みの加わった振り子が、ワイヤーがねじれないようにするため、150フィート（46m）ごとに取り付けられた。
綱渡りが、世界中の人に見られるようにするため、第一歩は現地時間午後10時16分（6月16日02:16UTC）に踏み出された。さらに、滝を流れる水の半分は、日暮れの後、発電目的で使用されるので、この時間はワレンダにとって有利だった。ワレンダは歩行中、テリー・トロファーとの会話を可能にするため、イベント用のマイクロホンを着用していた。この会話は、観客も聞いていた。
ワレンダが選んだコースは、滝の最も広い部分を横切る1,800フィート（550m）だった。彼は、イエス・キリストに祈ってから、ゆっくりと滑りやすいワイヤーを横切り始めた。下方へ向かう斜めの部分を歩き、水の上の最初の一歩を踏み出したとき、彼は「これは美しい……。作り出した夢だ」とリポーターに伝えた。その後、彼は滝を横断するときの第一歩が、最も困難な部分だったと評した。「精神的に、心が壊れてしまう。『あなたなら何をしますか？』」と彼は思い返す。その後、彼は出発地点より約35フィート（11m）低い中間のたるんだ部分に達した。後半は出発地点と同じ高さまで上ることになる。

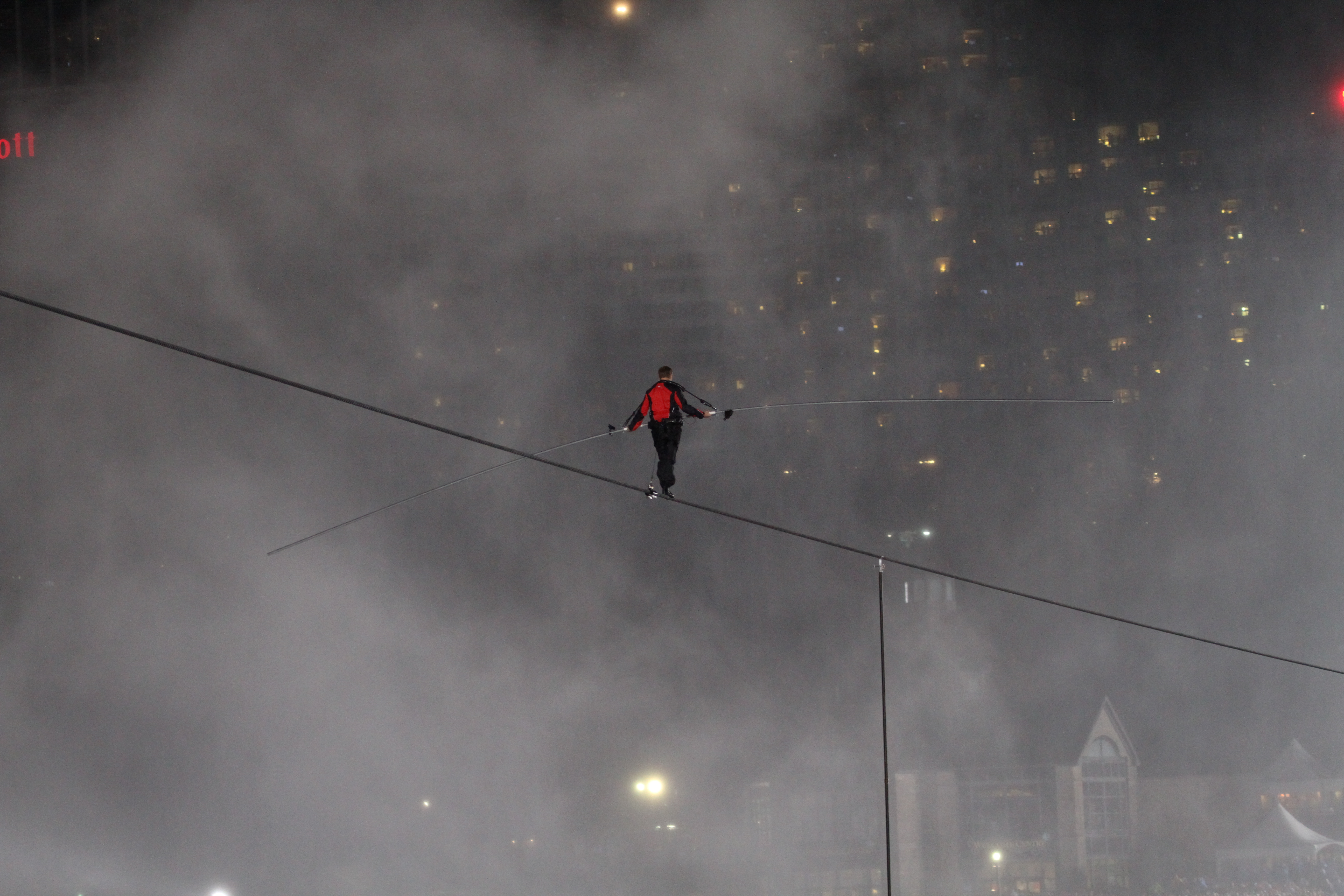
彼は、綱渡りの全般にわたって、ナイアガラの滝の霧に覆われた

ワレンダは綱渡り中、少しもよろめいたりぐらついたりしなかった。また、彼は歩行中に余分な事をせず、一度も止まらなかった。彼は、ABCのレポーターに対して中継で、「私は疲れた……私の手は無感覚だ。弱っているように感じる」と語った。その後、その日のストレスが前腕にかかり、「私の前腕は、以前よりも痙攣して悪化した」と話した。終わり近くで、彼は止まって膝の上にかがみ、群衆へキスした。そして彼は起き上がり、拳を上下に振って、最後の数歩を歩いた。彼は午後10時41分に綱渡りを終えた。東部夏時間では、彼はこの25分後に出発したことになっている。これでワレンダは、ナイアガラの滝を直接渡った世界初の人となった。19世紀に、数人の綱渡り曲芸師が川を下った場所にあるナイアガラ峡谷を横断したが、直接横切ってはいない。ワレンダに先立って、最後に川を綱渡りで横断したのは、1896年のジェームズ・ハーディーだった。ワレンダによれば、これは史上最長の、支えのない綱渡りであった。彼は綱渡りでパスポートを所持し、カナダ側に到着次第、それを提示するよう求められた。
ABCは、綱渡り中の安全ベルト着用を、ワレンダに求めた。これは5月中旬に計画が決定した後、ABCのスポークスマンが説明した。「私たちは、良い結果のためには安全装置が必要であることを、最初から明確にしていた。これはその結果だ」。ワレンダはこの決定に満足せず、「それはがっかりだ-何もなしで挑戦したかった」と述べた。ナイアガラ公園委員会は、このような要求には関係なく、承認することを表明した。彼は歩いている途中、ハーネスを着用している自分が「ロバのように」感じると父に伝えた。多くのオブザーバーが、彼は綱渡りでハーネスの着用をやめるだろうと予測したが、結局はそうしなかった。彼は綱渡りの前、もし危険な状態になっても、ハーネスをはずすと約束した。「私が最初にこれについて知ったとき、私はこの装置と離れるつもりだという心に疑問を持たなかった」と彼は言う。「しかし、ますます“イベント”が近くなり、私は言葉を尊重しなくてはならないことを理解した。私は完全であると常に言った」。さらに彼は、ハーネスをはずすことが、ABCとの間に問題を引き起こすと考えた。「テレビ・ネットワークは、何かが上手くいかないと解雇する」と彼は言った。「もし私が解約すると、私に関係している4人が解雇されることになる。これは利己的すぎる」。ハーネスに加え、彼は母親が注文した防水トラックスーツと靴を着用した。このモカシン（バレエシューズの一種）は、湿気の中でも上手く握れるようになっている。
プロジェクトの費用は120万から130万US$で、ABCからの財政的支援を受けている。「私は、サーカス産業の歴史のため、コストが多くかかるこのイベントを試みよう」とワレンダは語った。このプロダクションは、ワレンダにとって経済的に危ない状況だった。「これは全面的に辛い状況だった」と彼は、安全ベルトを巡る長い言い争いを非難して、一週間前に言った。費用が最初に見積もっていた100万$を超えたとき、彼は募金サイト「インディーゴーゴー」を利用し、公に支援を訴えた。彼は結局、$50,000という目標を達成した。さらに、ナイアガラ・フォールズ市長のジム・ディオダティは、ワレンダが$250,000を集めるのを望んでいると地域産業に寄付を依頼した。彼の働きかけの結果、地域産業協会から$200,000の寄付金を受けた。資金の予定を超えた主な要因として、2本のカスタム・ケーブル - 練習用の短いものと、パフォーマンス用のもの - を制作する必要があったことと、必要なライセンスを所持していなく、ケーブルを取り付けるのに、新しいヘリコプター会社を雇う必要があったことが挙げられる。イベントの後、ワレンダは、イベント用の資金を全て失ったと述べた。しかし、「絶対にその価値はあった」と付け加えた。この他に、ワレンダはイベントのために50,000$未満を損失したと言った。「私は、人々が、ニック・ワレンダは数百万ドルをつくるこのことに背を向けるつもりであるという印象をまだ持っていると思う。しかしそれは違う」と彼はコメントした。

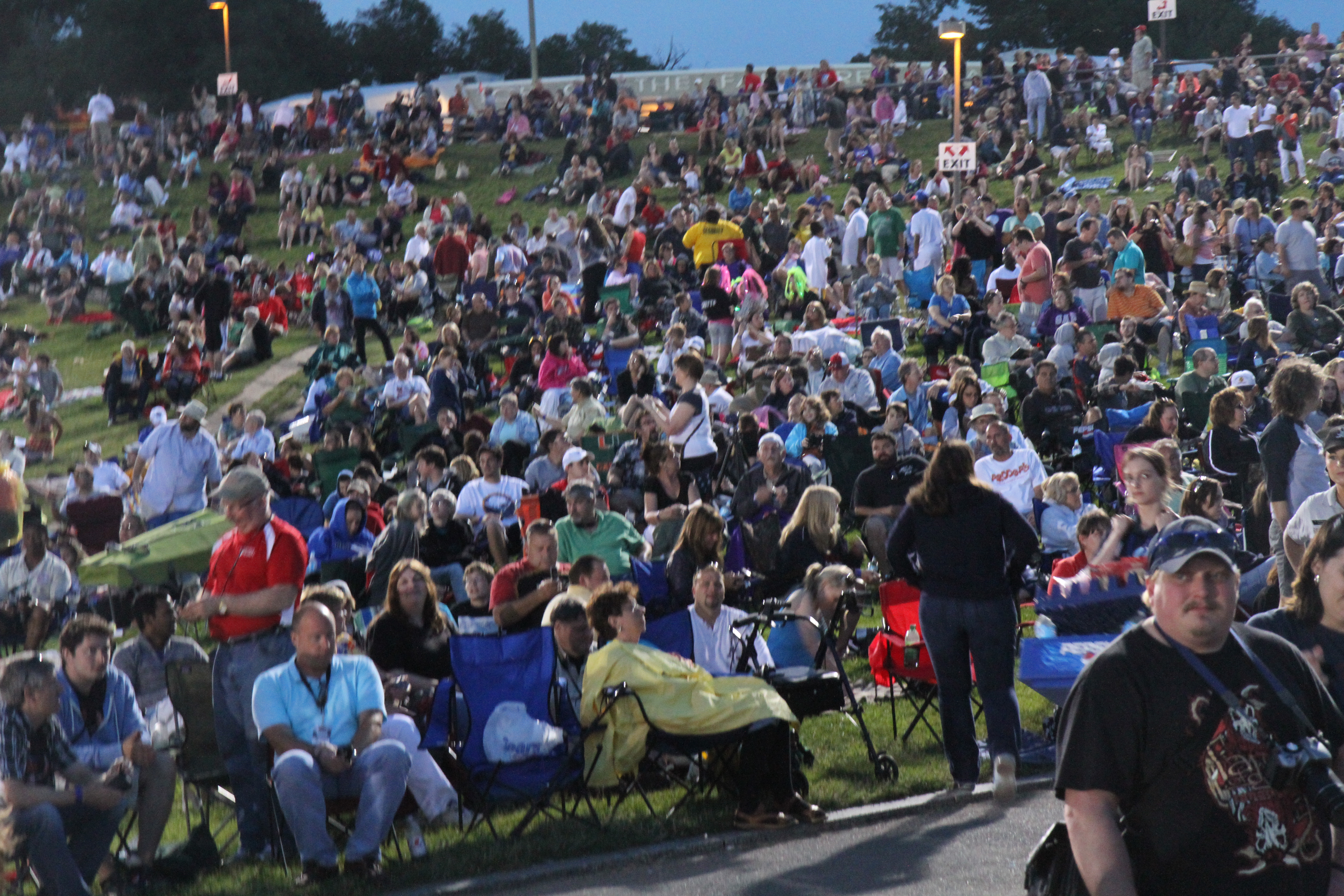
ワレンダがナイアガラを横切るのを見るため、たくさんの群衆が集った

歩行を終えたワレンダは、これは思ったよりも大変だった、と述べた。「霧は濃く、時々見ることも難しくなった。風は野性的で、1本の道を歩く私を、正面から、後から吹き付けて、攻撃してきた」。気象計測器は、歩行中、14mphまでの突風を表示した。ワレンダは、下方の荒れた水流が、私がワイヤーを見るのをさらに困難にしている、と語った。綱渡りの前、ホースショーの滝を渡るため、30年間申請して、成功しなかったベテランの綱渡り曲芸師であるジェイ・コクランは、この地域の天候について「予測できない、は穏やかな単語だ。それは許さない……。ホースショーの滝では、どんな場所でも水しぶきや霧が380から590フィート空気中にある。私は測定したことがある」。彼は、ホースショーの滝を歩くことができる機会であるとも述べ、「歴史上他に渡った人はいない」と語った。長年のサーカス芸人であるジャッキー・レクライアは、「空中曲芸師は常に危険を計算しようとしている。ニックは過去にそれをやった人がいないので、することができなかった」と話した。彼の本のためにナイアガラの向こう見ずな活動を研究した歴史家、ポール・グロモシアクは、ワレンダが滝へ近づいたのは、歴史上どんな人よりも危険だった、と言った。
リポーターに簡潔に感想を述べた後、ワレンダは、不安で見ることができなかった祖母に、無事を伝える電話をかけた。記者会見のすぐ後にワレンダは、「私は今、意気揚々としているように感じる……。ずっとそれに専念すれば、不可能なことなどない」。彼は成功のため、祈り、集中し、準備をしていた。
6月16日、エニグマ・リサーチによると、イベント以前には4億1,000万人が、イベント後にはさらに増加した10億人が、ワレンダの綱渡りを知ったと推測した。ナイアガラ・フォールズ市長のジム・ディオダティは、「星回りが完璧で」イベントのヒットが「最大限に引き出せた」と宣言した。オーストラリア、中国、フランス、ドイツ、イギリス、朝鮮及び中東のマスコミ関係者は、イベントを報道するために現地に居合わせていた。夜通し、ニールセン視聴率は、全米で最も視聴者が多かったのは、イベントを放映する2時間スペシャルだったと発表した。当初は、番組の最後の30分間で1,300万人の視聴者を獲得し、視聴率は7.7となると推計されていた。最終の数字がリリースされたときの視聴者数は、1,330万人だった。また、2時間のスペシャル全体の平均は、1,030万人である。視聴者は、1,600万人でピークに達した。これは、ABCで6年間、2007年11月以来の6年間、最も高い評価がなされた金曜の夜間番組である。さらに、主なネットワークで最も高いスポーツ関連ではない番組でもあった。番組は、NBAの決勝戦と同時に放映され、ABCを視聴したのは36%で、最大の競争相手に勝っている。また、重要な週の人口分析では、18 - 49歳の88%を占めた。ニューヨーク州バッファローでは、最後の30分間、この地域のテレビ3台につき、2台で視聴されていたことを意味する48.5/67という数字を出した。視聴率は、この地域の歴史上、夏季のテレビ番組では最も高かった。カナダ側の視聴者数は、ピーク時に680万人、平均して390万人だった。この番組では、夏季のスポーツ番組以外の番組で、新記録を達成した。視聴率では主なテレビの半分にあたる数字があり、最も高かったトロントでは20.8/50.4だった。
ナイアガラの滝の綱渡りを終えた後、ワレンダは午前中に、彼の家族を、ミズーリ州のブランソンにあるフェビュラス・フレンダス・フェイマス・ファミリー・サーカスに戻れるよう、空港まで送った。6月16日の終わりに、ニューヨーク州ナイアガラ・フォールズ市長のポール・A・デイスターは、ワレンダと市の鍵となる人物とした。さらに彼は、ワレンダの功績を残すため、市がゴート島に記念物を建てるかもしれない、と言った。デイスターは、イベントに最初、懐疑的だったが、ワレンダの人柄から支持するようになった。「ナイアガラの滝へ行った彼は、彼の多くの友達を得にさせた」とデイスターは説明している。カナダ側では、ディオダティが、観光客が歴史的な綱渡りを体験することを可能とするため、彼のグリーン・スクリーン・フォトブースを備えた銅像を、テーブルロックに建てたいと語った。6月27日、ジャニス・トムソンは、テーブル・ロックとホワイト・ウォーター・ウォーク周辺に飾り版を設備すると話した。以前、彼女は、川の自然の美しさを、世界に披露したいと言っており、イベントは完全な成功だったと評した。
7月20日に公表された内容によると、ニューヨーク州ナイアガラ・フォールズ市は、警察及び消防の超勤務時間を要したとして、さらに25,000$の請求書を送ることを試みた。市職員は、綱渡りを許可するため、可決された州の法則を引用した。「ワレンダ氏は、この活動で生じたセキュリティ、又は法の執行に関するコストを払うものとする」。申し立てられた負債を許可すると言われたデイスターは、結果的に「公共の資金の贈り物」となった。ワレンダは、「うんざりして悲しい」と述べ「これは、その地域にとって素晴らしいことだった……。彼らは私に、市の鍵を与えてくれた。そして今になって、彼らはまだ金儲けをしたいのか？」。彼は、群衆を上手く利用するために、市がダウンタウン・フェスティバルで舞台を設けることについて、彼は、フェスティバルと関係するセキュリティ・コストは払う必要がない、と述べた。彼の弁護士であるジョン・P・バルトロメイは、ワレンダが公園以外の市によって費やされた予算を負担すると言った。さらに彼は、ワレンダの契約は、市ではなく、州立公園委員会と結ばれていると述べている。マジアーツ上院議員は、都市の敷地について「近視」と呼び、「不誠実である」としてデイスターを非難している。彼は、デイスターははじめから綱渡りに反対しており、他の市に関連したエンターテイナーには請求書を送ろうとしなかった、と述べた。7月24日に、市議会は、4-1差で申し立てられた、負債を追求するのをやめるよう、デイスターを促す決議を可決した。これに対して、デイスターは、「議会が料金について制定していなかったので、議会はこれを許可できるか確信できない」と述べ、彼の意見を継続するよう、法律上の義務がある、と答えた。彼はしかし、意見を州監査官に求めると語った。
カナダ側では、ディオダティとNPCが、ワレンダは請求した金額の支払を全て終えていると話した。ディオダティは、市からワレンダに、$10,000をまだ請求していないと付け加えた。「私たちはこのイベントを、コストではなく投資として扱っている。私たちは、この方法について、完全に満足している」と彼は語った。ワレンダは、この経験により、アメリカ側で永久にアトラクションを行う見込みをなくした、と述べた。

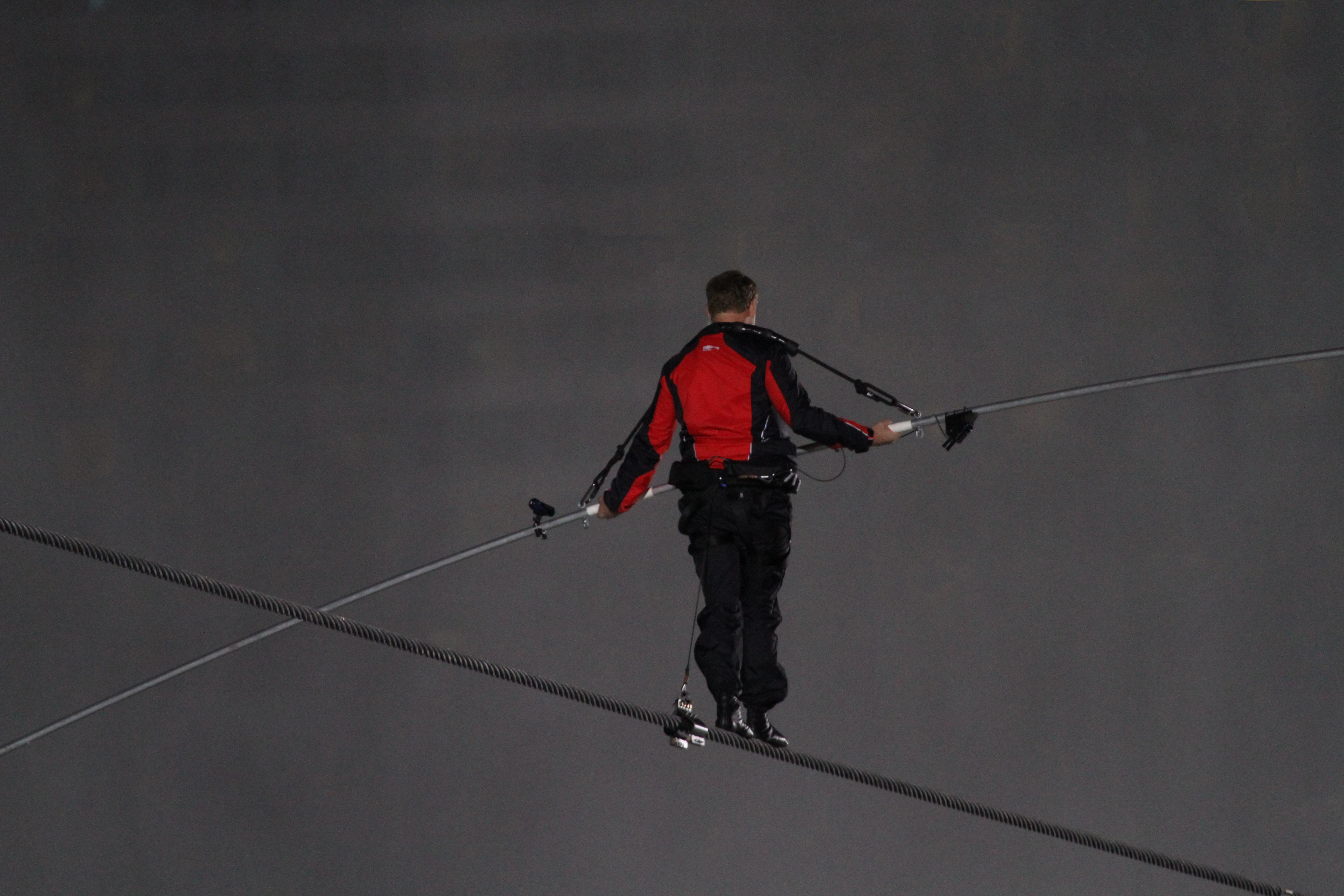
2012年6月15日にナイアガラの滝を渡るワレンダ

バッファロー・ニュースによれば、ワレンダは、ほとんどのメディアが退散した後で、残ったタバコの吸い殻やその他のゴミを拾っていた。また、彼はシャベルを手にとり、装置によって残された穴を埋める手伝いをした。「誰かは行わなければならない」と彼は言った。「私は仕事を怖れない」「私は、地域に影響を与えないことを大きな誇りとしている」と彼はイベントに先立って語っている。公園職員は、このエリアが清潔であると述べ、後日の午後3時には普通に歩けるようになった。ワレンダは、ナイアガラの滝の永久的存在の発展を望むと繰り返した。「ナイアガラの滝には、私のハートのピースが、常に残るだろう」と彼は言った。私は未来のここを見て、この地域で多くの時間を過ごし、ショーをすることを望む」。しかし彼は、もう一度同じパフォーマンスをすることについて、「もう一度はしない。ここは私の持ち物ではない。私はもう渡り終えた。それは終わった」と発言した。彼は、ナイアガラの綱渡りの1周年を前に、ナイアガラに戻ることが予想されている。
ナイアガラ大学のホスピタリティ・トレーニング研究センターが調査した研究によれば、ワレンダの綱渡りによって、ニューヨーク州ナイアガラ・フォールズに330万ドルの収入があったことが示唆された。また、研究では、アメリカ側に見物客38,000人が集まったことも示され、これらの41%は町から来ていた。市外から来た人のうち52%は、ワレンダに会うことも目的だった。ナイアガラ・ツーリズム・アンド・コンベンション・カンパニーは、ホテルの予約状況を報告し、関連する施設ではイベントの後2週間で、30%上昇している。ウェブサイト・トラフィック、多数のアトラクション・パスの販売でも同様に増加した。スミス・トラベル・リサーチによって公表されたデータによると、ニューヨーク州ナイアガラ・フォールズのホテルの6月の利用率が、2011年の76.5%から2012年の81.6%まで上昇した。
カナダ側では、エニグマ・リサーチがイベント前に推計した2,150万$が、イベントにより、「より増加した可能性がある」としているが、経済的影響は、公式に推定されなかった。ワレンダの功績も、「世界中のサーカス及び芸術に興味を持つ人が増えた」と賞賛された。

### ニック・ワレンダ：ナイアガラの向こうへ
リアリティ番組。原題は「Danger By Design」であり、ワレンダと彼の家族について、2012年6月18日に、サイエンス・チャンネルで初放送された。ディスカバリーが放送を決定する前、番組の監督は、2010年に、「ワイヤーの上の人生」という番組を放映していた。バハマでのワレンダの綱渡りを追跡したときの監督のエピソードでは、サラソタ・ヘラルド＝トリビューンで「ワレンダと父親テリー・トロファーとの間には、緊張-それに強い家族の絆-が見られた。彼には、技の準備や病院での緊張などにより、ストレスがあった」と表現している。後のエピソードでは、彼は歯でヘリコプターからぶら下がり、アトランティック・シティでの死の車輪の準備、箱の中での自爆、プエルトリコでカール・ワレンダの最後の綱渡りの軌跡を渡るワレンダなどが登場している。番組では、ワレンダの技に関係する科学やエンジニアリングにも着目している。
2つのエピソードが放映された後、番組は「ニック・ワレンダ：ナイアガラの向こうへ」に改名された。その次の週の7月2日、サイエンス・チャンネルによって「保留された」。ワレンダは、この判断について「驚かすことがない」と話し、売り込みを制限し、何度か改名をしている。サイエンス・チャンネルは、この判断についてコメントを断っている。

### ナイアガラ横断の後
2012年6月20日、ワレンダはブランソンで再び家族と合流した。彼はシルバー・ダラー・テーマパークでは、彼をパレードで歓迎した。ワレンダは、通常の仕事に戻った。彼は、プレスリリースで「私は自己満足したくない」と語り、「ナイアガラの滝と比べるとここの綱渡りは簡単だ」と言った。
8月9日、彼は、アトランティック・シティ・ビーチのソブリン・アベニューからトロピカル・リゾートまで、上空約100フィート（30m）にある1,300フィート（400m）の綱を横断した。彼によれば、綱渡りは海風の影響で危険であり、思い切った挑戦だった。さらにワレンダは、ワイヤーに付いた砂の量に驚き、「私は学んだ」と語った。「ケーブルの上にたくさんの砂があった。最初は滑りやすくて不安だった」。彼は、視界については困難もなく、半時間で綱渡りを終えた。イベントには、100,000-150,000人の群衆が集まったと報告された。ワレンダは、この海岸で綱渡りを試みたのは最初であると信じている。
ビーチでの綱渡りは、ワレンダの新しいショーを促進した。「滝の向こうへ：ニック・ワレンダとワレンダ家の経験」は、8月12日にトロピカーナ・リゾートで初演された。ショーは主演ニック、妻のエレンディラ、母のデライラ、従兄弟のブレーク及び12人ほどがパフォーマンスし、コントーション、クイック＝チェンジ及びジャグリングを含む様々なサーカス技を行った。マイケル・リヒターは、道化役者と、ショーの終わりのワレンダ一家が行う自転車の綱渡りをつとめている。フィラデルフィア・インクワイアラーのエミー・ローゼンバーグは、「古いボードビルや技がある」とショーを評し、「私はショーに目をとめ、私のまわりの子ども達は全て行っていた」と述べている。

### これからの計画
次の大きなイベントとして、ワレンダは、史上初のグランド・キャニオンの上を綱渡りで横切った人物になることを望んでいる。現在の計画では、ナホバ・ネイションの峡谷を横断することになっている。この大きなハードルは、最初に克服されると予想される。ワレンダの代理人ウィンストン・シモンによれば、計画されている場所にはホテルも証明もなく、道路も舗装されていない。推定される距離である5,000フィート（1,500m）は、2位と大きな差をつけ、ワレンダの経歴上最長の綱渡りとなる。彼は2008年に許可をとり、早くも2009年には綱渡りを計画していた。2012年6月18日に、ワレンダは「1年以内」に渡ることを望んでいると語った。以前に彼は、綱渡りは3、4年前に行われた可能性があると述べた。8月に彼は、綱渡りは2013年5月か6月に、「98パーセント」行うと話している。彼は、不特定のネットワークと交渉しており、綱渡りにハーネスの着用を必要としない「何かの文書」を得るだろうと付け加えた。
ワレンダはさらに、高速の風をつくるジェット・エンジンを使用し、人間の耐久性スペシャルの一部として、怪しい伝説に登場することに興味を持っていると語った。彼は、2013年に出版予定である自伝にも取り組んでいる。
長期的なものでは、ワレンダは国際認識と名声を得る。「私はとても若い頃から、名前のビジョンを持っている。私は、この事業でトップになるつもりだった」と彼は言った。彼の綱渡りの「希望リスト」には、トルコのボスポラス海峡で大陸を隔てる横断や、インカの遺跡、マチュ・ピチュを渡ることなどが含まれている。「私の終わりにはたくさんの期待がかかっている」と彼は語り「サーカスを徹底的に再構築したい」と付け加えた。「私たちは常にユニークで、人とは異なっている」とワレンダの妻は言う。「彼は常に見回している-おお、私はここからあそこにワイヤーを渡し、そこを歩くことができた」。

## 私生活
1999年、ワレンダは、ケベック州モントリオールにて、パフォーマンス中、高さ30フィート（9.1m）のワイヤの上で、将来の妻エレンディラにプロポーズした。家族と7人ピラミッドを行い、他の家族はプラットホームから下りたが、彼は上に残っていた。彼はワイヤーの中間まで歩き、25,000人の前にいるエレンディラに、片膝をついた。1週間後に彼らは結婚した。

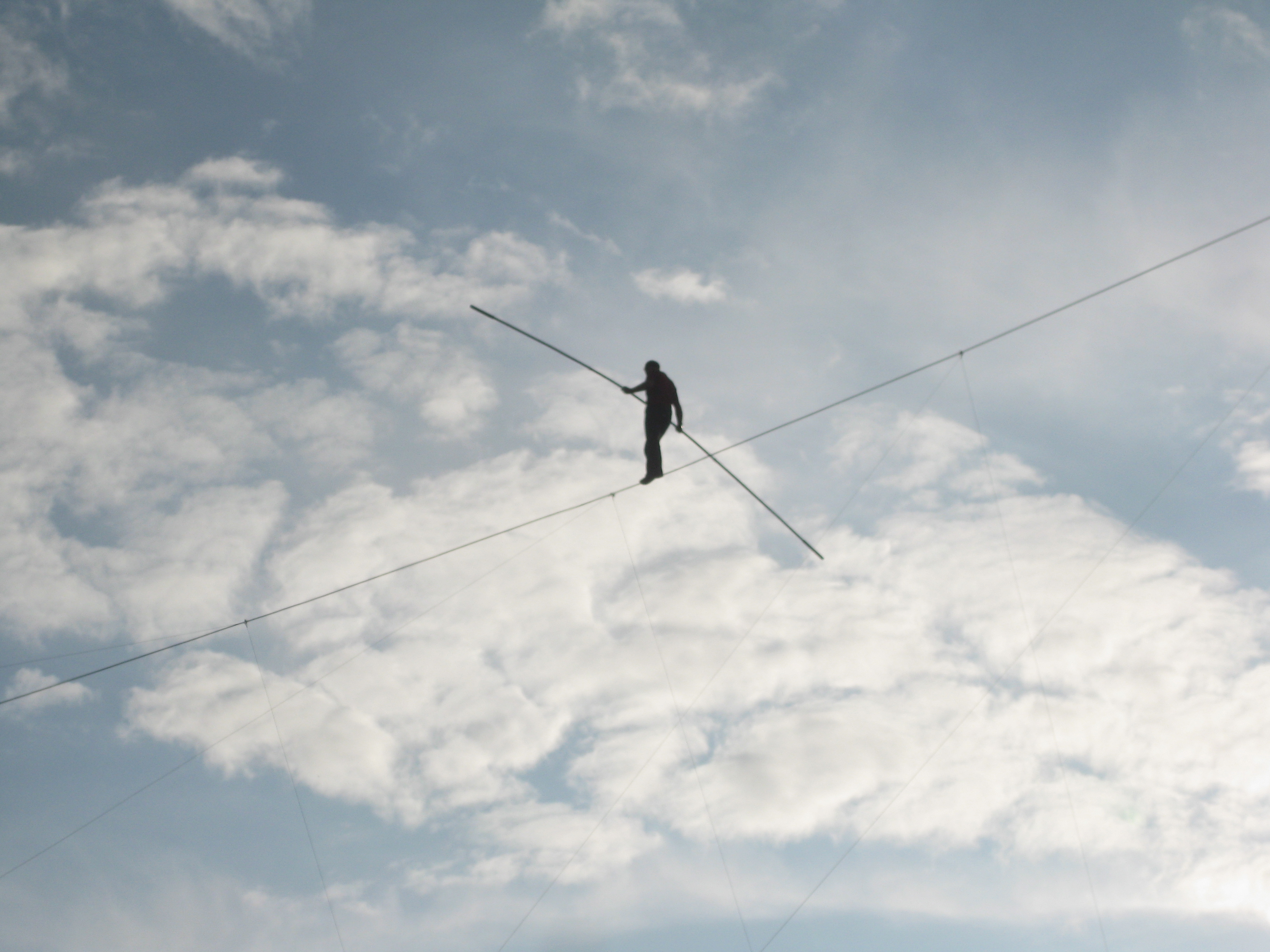
カナダズ・ワンダーランド・テーマパークにて綱渡りをしているワレンダ

ワレンダは、挑戦をする人であると自称している。「『それはできない』とは思わない。それをやる方法を見つける」と彼は言う。「私のすべては、記録を破りたくないということだ。私は、過去に行ったあらゆる記録とは別に、自分自身をセットしたい」。これは「達成」できる、ネバー・ギブ・アップ（降参しない）だとワレンダは信じている。「私は、チャレンジには命がかかっていると思う」と彼は言う。「私たちはみんな挑戦を経験している。しかし、一旦挑戦をやめると、今までを振り返り、成長ぶりを見て欲しい、という」。
ワレンダは、自分が綱渡りするのは、神からの贈り物であると言っており、成功を神に信じている。「聖書を信じる信心深い家族」で彼は成長し、「新生」の1人だと述べている。信仰は、「生活でも最も重要だ」と彼は言う。綱渡りを行う前にはいつも、彼は礼拝をする。また、綱渡り中には、常に十字架を身につけている。彼は、「聖書には、いつまでも祈らなければならない、と書かれている。私は常に祈っている」と言っている。ワレンダは自分は「正直な生活」を送っており、良い例であると話す。功績にかかわらず、彼は単なる男と見なされることを望む。「私は、人々に好かれることを願っている」と彼は語る。「あなたは一般人を得る。私は人々と関係を持つことを望んでいる」。
ワレンダと彼の妻は、ワレンダス株式会社を所有、運営している。彼らには、14歳のヤニー、11歳のアマデュオス、9歳のエヴィータの3人の子供がいる。子ども達には、自由に自分の職業を選ばせる、とワレンダは言っている。エヴィータは、父親の後を継ぐことに関心があると言われている。「裏庭には、私の娘にとって楽しいことである綱渡りのワイヤーが、地面から2フィートのところで張ってある。子供は、親のしていることをしたがるものだ」とワレンダは述べた。エレンディラと子ども達は、いつも側にいる。ワレンダがナイアガラの滝で準備をしたときに、6日間ニックと家族が別れたのは、過去9年間で最も長く家族が離れていた。